# Флагмански кораб
Флагмански кораб (от флагман) се нарича кораб, на който се намира командващия или командира на съединение или щаб, и флагманският команден пункт (ФКП), оборудван със средства за управление. На ФКП са разгърнати щабните постове, офицерите за свръзка, осигуряващи взаимодействането между съединенията и частите на флота (флотилията), сухопътните войски и авиацията. Флагманският кораб носи флаг, присвоен на командира на даденото съединение. През нощта флагманският кораб има флагмански светлини. Флагмански се наричат, обикновено, най-добрите или най-големите кораби в корабоплавателна компания, експедиция, флотилия на добивни съдове.

## Флагманите във военноморския флот на Русия
| Флот               | Кораб                                                         | Проект         |
| ------------------ | ------------------------------------------------------------- | -------------- |
| Северен флот       | На ордена Нахимов тежък атомен ракетен крайцер „Петър Велики“ | 1144 „Орлан“   |
| Черноморски флот   | Гвардейски ракетен крайцер „Москва“                           | 1164 „Атлант“  |
| Тихоокеански флот  | Гвардейски ракетен крайцер „Варяг“                            | 1164 „Атлант“  |
| Балтийски флот     | Ескадрен миноносец „Настойчивый“                              | 956-А „Сарыч“  |
| Каспийска флотилия | Стражеви кораб „Дагестан“                                     | 11661 „Гепард“ |